# Tetrapus costaricanus
Tetrapus costaricanus is een vliesvleugelig insect uit de familie vijgenwespen (Agaonidae). De wetenschappelijke naam is voor het eerst geldig gepubliceerd in 1925 door Grandi.